# Miraces barberi
Miraces barberi är en skalbaggsart som beskrevs av Blake 1951. Miraces barberi ingår i släktet Miraces och familjen bladbaggar. Inga underarter finns listade i Catalogue of Life.